# Bayfield (Colorado)
Bayfield é uma cidade  localizada no estado americano de Colorado, no Condado de La Plata.

## Demografia
Segundo o censo americano de 2000, a sua população era de 1549 habitantes. 
Em 2006, foi estimada uma população de 1792, um aumento de 243 (15.7%).

## Geografia
De acordo com o United States Census Bureau tem uma área de 
2,8 km², dos quais 2,8 km² cobertos por terra e 0,0 km² cobertos por água. Bayfield localiza-se a aproximadamente 2103 m acima do nível do mar.

## Localidades na vizinhança
O diagrama seguinte representa as localidades num raio de 64 km ao redor de Bayfield. 